# Matylda Bawarska
Mathilde Marie Theresia Henriette Christine Luitpolda von Bayern (ur. 17 sierpnia 1877 w Lindau; zm. 6 sierpnia 1906 w Davos) – księżniczka Bawarii.

## Życiorys
Księżniczka Matylda była trzecią córką Ludwika III, ostatniego króla Bawarii i królowej Marii Teresy Habsburg-Este.
1 maja 1900 roku w Monachium wyszła za mąż za księcia Ludwika Gastona Sachsen-Coburg-Gotha, syna księcia Ludwika Augusta Sachsen-Coburg-Gotha i Leopoldyny Teresy, infantki brazylijskiej. Matylda zmarła w wieku 28 lat w szwajcarskim Davos.

## Dzieci
- Antoni Maria Ludwig Klemens Eugen Karl Heinrich August Luitpold Leopold Franz Wolfgang Peter Gaston Alexander Alfons Ignatius Aloysius Stanislaus von Sachsen-Coburg-Gotha (1901–1970), mąż Luise Mayrhofer,
- Maria Immaculata Leopoldine Franziska Theresia Ildefonsa Adelgunde Klementine Hildegard Anna Josepha Elisabeth Sancta-Angelica Nicoletta von Sachsen-Coburg-Gotha (1903–1940)